# نهنگ یولاکو
نهنگ یولاکو (نام علمی: Sulakocetus dagestanicus) نام یک گونه از راسته آب‌بازسانان است.